# Джантрі Сірібоонрод
Джантрі Сірібоонрод (тай. จันตรี ศิริบุญรอด; 31 березня 1917 — 13 березня 1968 року) — тайський письменник, спеціалізується на науковій фантастиці. Джантрі Сірібоонрода вважають «батьком тайської наукової фантастики».

## Біографія
Джантрі Сірібоонрод народився 31 березня 1917 року в Таїланді.
Кар'єра Джантрі починається після закінчення навчання в університеті, коли його направили на державну службу до Департаменту мінеральних ресурсів (нині Департамент мінеральних ресурсів Міністерства енергетики) уряду Таїланду. Працюючи старшим викладачем природничо-наукових дисциплін середньої школи ім.Кеннета Маккензі в провінції Лампанг, розпочинає роботу над першими романами та науковими статтями, що виходять обмеженим тиражем.
У 1945 році, разом із доктором Прича Аматікулом, на той час чинним помічником заступника Наукового товариства Таїланду, співпрацює з редакцією наукового журналу англ. Witthayasat Mahatsachan. Під цим же іменем публікує науково-фантастичні роботи, наукові статті, а також біографії вчених аж до своєї відставки 1959 року.
Книжки «Phu Dap Duang Athit» та «Phu Phop Phaendin» увійшли до списку 88 найкращих наукових книжок Таїланду.
Помер Джантрі Сірібоонрод 13 березня 1968 року в м.Бангкок, Таїланд. Після його смерті, урядом Таїланду була започаткована національна премія імені Джантрі Сірібоонрода, отримати яку вважається дуже поважно серед письменників наукової фантастики.

## Премія Джанрі Сірібоонрода
У 2005 році ведучим тайським видавництвом «Nanmee Books Co. Ltd.» разом з видавництвом науково-фантастичної літератури «SciPub», Науковим товариством Таїланду під керівництвом Його Величності Короля, керівниками науково-літературного проекту з пошуку обдарованої молоді, а також Національною організацією з розвитку наукових досліджень та розробки технологій Таїланду було започатковано премію імені Джанрі Сірібоонрода за значні досягнення у галузі тайської наукової фантастики.
Кожного року премію вручають найкращим письменникам наукової фантастики Таїланду.